# Переезд (альбом)
«Переезд» — дебютный студийный альбом группы Nautilus Pompilius. Записан в Свердловске осенью 1982 и летом 1983 года.

## Об альбоме
Половину материала «Переезда» составили песни с демо-альбома «Али-Баба и 40 разбойников», записанного в 1982 году и распространявшегося в течение года по Свердловску и области на магнитиздатовских кассетах и бобинах.
Музыка всех песен написана В. Бутусовым. Диск был записан при содействии А. Пантыкина, руководителя свердловской группы «Урфин Джюс».
В основу текстов первой и третьей песен альбома легли стихи венгерского поэта Лёринца Сабо в переводе Леонида Мартынова. Текст «Битвы с магнатом» (перевод Л. Мартынова) и «Ястребиной свадьбы» (перевод Ю. Тарнопольского) принадлежит венгерскому поэту Эндре Ади. Слова остальных песен написаны В. Бутусовым, «Путь» и «Фанта-Джюс» — совместно с Дмитрием Умецким.
Для следующего альбома «Невидимка» (1985) на стихи Эндре Ади в переводе Л. Мартынова была записана песня «Князь тишины». 22 ноября 2022 года, в день рождения поэта, Бутусов дал интервью московскому Институту Листа, посвящённое всем трём песням группы на стихи Ади.
В 1993 году песни «Ястребиная свадьба» (в исполнении Александра Пантыкина) и «Летучий фрегат» (в исполнении Насти) вошли в первый трибьют Наутилусу «Отчёт 1983—1993». На свою версию «Настя» сняла клип, в начале которого звучит трек «Никомуникабельность» из одноимённого концертного альбома 1988 года «Наутилуса». Кавер также вошёл бонус-треком в альбом Насти «Невеста» (1993). А в 1997 году «Летучий фрегат» в исполнении Насти вошёл в саундтрек фильма Алексея Балабанова «Брат» (1997).
В 2014 году Вячеслав Бутусов и его вторая группа «Ю-Питер» записали новую версию песни «Битва с магнатом» для сборника концертных версий песен «Наутилуса» «НауРок». Запись стала единственный студийной на сборнике.
4 июня 2023 вышло видео с выступлением Бутусова и его третьей группы «Орден Славы» в программе канала НТВ «Квартирник у Магрулиса», при этом программа полностью состояла из песен репертуара Наутилуса. Из «Переезда» были исполнены «Летучий фрегат» и «Ястребиная свадьба».

### Стиль и влияние
Альбом создавался под влиянием раннего британского метала и раннего творчества Led Zeppelin в частности. Когда Вячеслав Бутусов впервые услышал Led Zeppelin, то он почувствовал, что в них есть что-то такое, что может захватить его дух. В связи с чем звучание альбома местами очень близко с Axeman Cometh, The Wicked Woman, Lucifer’s Friend (Kingdom Come), Sir Lord Baltimore и многими другими работами раннего метала 70-х.
Сам Вячеслав Бутусов позднее критически относился к первому диску группы, называя его «беспомощным».

## Список композиций
Музыка всех песен — Вячеслав Бутусов

Авторские кредиты даны по изданию 2013 лейбла Bomba Music
| №  | Название              | Текст песни                         | Длительность |
| -- | --------------------- | ----------------------------------- | ------------ |
| 1. | «В итальянской опере» | Лёринц Сабо, перевод Л. Мартынов    | 2:23         |
| 2. | «Битва с магнатом»    | Эндре Ади, перевод Л. Мартынов      | 2:10         |
| 3. | «Музыка»              | Лёринц Сабо, перевод Л. Мартынов    | 4:08         |
| 4. | «После и снова»       | В. Бутусов                          | 3:08         |
| 5. | «Путь»                | В. Бутусов, Д. Умецкий              | 4:24         |
| 6. | «Фанта-джюс»          | В. Бутусов                          | 3:22         |
| 7. | «Летучий фрегат»      | В. Бутусов                          | 3:39         |
| 8. | «Я не вернусь»        | В. Бутусов                          | 2:47         |
| 9. | «Ястребиная свадьба»  | Эндре Ади, перевод Ю. Тарнопольский | 3:59         |

| №   | Название             | Текст песни | Длительность |
| --- | -------------------- | ----------- | ------------ |
| 10. | «Анабасис»           | В. Бутусов  | 4:27         |
| 11. | «Квадратные глаза»   | О. Широков  | 4:11         |
| 12. | «Пингвинья ревность» | В. Бутусов  | 3:50         |
| 13. | «Пессимистия»        | В. Бутусов  | 3:38         |
| 14. | «Автор»              | О. Широков  | 3:24         |

## Участники записи
- Вячеслав Бутусов — вокал, акустическая гитара, электрогитара;
- Дмитрий Умецкий — бас-гитара;
- Андрей Саднов — гитара;
- Игорь Гончаров — ударные (1982);
- Александр Зарубин — ударные (1983);
- Александр Пантыкин — фортепиано, вокал.
- Звукорежиссура: Андрей Макаров (1982), Александр «Полковник» Гноевых (1983).
- Продюсирование: Александр Пантыкин